# NGC 286
NGC 286 là một thiên hà dạng hạt đậu trong chòm sao Kình Ngư. Nó được phát hiện vào ngày 2 tháng 10 năm 1886 bởi Francis Leavenworth.